# 盧焯
盧焯（1693年—1767年 ），字光植，号汉亭，山东青州府益都县人，隸屬汉军镶黄旗，清朝官員。

## 生平
盧焯以捐納的方式出任直隶武邑知县，他後來出任河南布政使。1734年擔任福建巡撫（时闽浙总督、镶黄旗汉军郝玉麟）。乾隆初年出任浙江巡抚，後來又擔任陕西巡抚、湖北巡抚，多次被乾隆帝指责他的政策不是过严就是过宽。盧焯後來被罢官，下放至巴里坤戍守。乾隆三十二年，盧焯去世。
著作有《观津录》、《牧亳政略》、《秉臬中州录》、《抚闽略》、《抚浙略》。

## 家庭
- 祖父崇兴，江西布政使。
- 父承伦，大理寺少卿。
- 妻周氏，崔氏。
- 子盧崧，江西盐法道。
- 孙女盧氏，嫁正白旗满州、嘉慶十年（1805年）乙丑科进士那清安。
- 孙女盧氏，嫁內務府正白旗漢軍、武英殿委署庫掌李氏奎齡（父李海慶，祖父乾隆丁巳恩科進士李質穎）。其子道光乙巳恩科進士豐安。

## 延伸阅读
[在维基数据编辑]
 《清史稿·卷337》，出自趙爾巽《清史稿》